# Tom McGillis
Tom McGillis (nacido el 2 de octubre de 1955) es el presidente de Fresh TV Inc. Él es el Hijo de Donald (1928-2013) y Marguerite McGillis. Junto con su socia Jennifer Pertsch, él ha sido creador y productor de las series animadas de Locos Dieciséis, Isla del Drama, sus secuelas Luz, Drama, Acción, Drama Total Gira Mundial, Drama Total: la Venganza de la Isla, Drama Total Todos Estrellas, Drama Total: Isla Pahkitew. y el programa no-animado Mi Niñera es un Vampira. Él es también el coproductor ejecutivo de Stoked: Locos por las Olas y Scott Pilgrim.

## Premios
En el 2007, Locos Dieciséis ganó la Alianza para Niños y "Premio a la Excelencia de Animación" de la televisión para la programación para los niños, edades de 9-14, y en el 2008 McGillis y su equipo recibió una nominación a los Premios Gemini a mejor programa animado o serie de Isla del Drama.